# خاویر خولیا
خاویر خولیا (اسپانیایی: Javier Juliá‎) فیلم‌بردار، عکاس، نقاش و تدوین‌گر اهل آرژانتین است.
از فیلم‌هایی که وی در آن‌ها نقش داشته است، می‌توان به گرفتن قاتل، متبارک با آتش و اجلاس سران اشاره نمود.